# Municipio de Prairieville (Misuri)
El municipio de Prairieville (en inglés: Prairieville Township) es un municipio ubicado en el condado de Pike en el estado estadounidense de Misuri. En el año 2010 tenía una población de 1042 habitantes y una densidad poblacional de 10,75 personas por km².

## Geografía
El municipio de Prairieville se encuentra ubicado en las coordenadas 39°15′58″N 91°1′35″O / 39.26611, -91.02639. Según la Oficina del Censo de los Estados Unidos, el municipio tiene una superficie total de 96.89 km², de la cual 96,57 km² corresponden a tierra firme y (0,33 %) 0,32 km² es agua.

## Demografía
Según el censo de 2010, había 1042 personas residiendo en el municipio de Prairieville. La densidad de población era de 10,75 hab./km². De los 1042 habitantes, el municipio de Prairieville estaba compuesto por el 93,28 % blancos, el 4,89 % eran afroamericanos, el 0,38 % eran amerindios, el 0,67 % eran de otras razas y el 0,77 % eran de una mezcla de razas. Del total de la población el 1,54 % eran hispanos o latinos de cualquier raza.